# Бесерра, Кармен
Кармен Бесерра Гарсия (исп. Carmen Becerra Garcia) (7 декабря 1971, Толука-де-Лердо, Мехико, Мексика) — известная мексиканская актриса.

## Биография
Родилась 7 декабря 1971 года в Толуке. С детства мечтала стать актрисой, и после окончания средней школы она поступила в CEA, и проучившись три года была приглашена на съёмки трёх телесериалов — Что происходит с нами, Моя судьба — это ты и Страсти по Саломее. Всего актриса снялась в 18 работах в кино и телесериалах, среди которых оказались несколько культовых, ибо были проданы во многие страны мира — Моя судьба — это ты, Страсти по Саломее, Полюбить снова и Сакатильо, место в твоём сердце. В 2008 году актриса впервые играет роль злодейки — беспощадной и жестокой Сары де ла Крус, роль злодейки была исполнена блестяще, за это она в 2009 году получила премию ACE в номинации самая лучшая злодейка, также в этом же году она получила и премию TVyNovelas ха эту же номинацию, после этой роли актриса решила сменить амплуа и в последующих телесериалах она играла отрицательные роли и роли злодеек.

## Личная жизнь
Кармен Бесерра вышла замуж за Пабло Гроссо.